# Dickson Kapandura
Dickson Clever Kapandura (* 24. Februar 1999) ist ein simbabwischer Sprinter.

## Sportliche Laufbahn
Erste internationale Erfahrungen sammelte Dickson Kapandura 2017 bei den Juniorenafrikameisterschaften in Tlemcen, bei denen er im 100-Meter-Lauf mit 10,83 s in der ersten Runde ausschied und mit der simbabwischen 4-mal-100-Meter-Staffel in 40,64 s die Goldmedaille gewann. Im Jahr darauf erreichte er bei den U20-Weltmeisterschaften in Tampere im 200-Meter-Lauf das Halbfinale und schied dort mit 21,37 s aus. Zudem gelangte er mit der 4-mal-400-Meter-Staffel in 3:09,68 min nicht bis in das Finale. Anschließend schied er bei den Afrikameisterschaften in Asaba mit 21,36 s im Halbfinale aus und gelangte mit der 4-mal-100-Meter-Staffel in 39,37 s auf den vierten Platz. 2019 nahm er erstmals an den Afrikaspielen in Rabat teil und schied dort im 400-Meter-Lauf mit 48,42 s in der Vorrunde aus und belegte mit der 4-mal-400-Meter-Staffel in 3:12,41 min den achten Platz.

## Bestleistungen
- 100 Meter: 10,66 (+1,0 m/s), 11. Dezember 2018 in Gaborone
- 200 Meter: 21,11 s (+0,7 m/s), 28. April 2018 in Boksburg
- 400 Meter: 48,42 s, 26. August 2019 in Rabat